# South Bend (Indiana)
Pour les articles homonymes, voir South Bend.
South Bend (/ˈsaʊθ bɛnd/,) est une ville et le siège du comté de Saint Joseph, dans l'État de l'Indiana, aux États-Unis. Lors du recensement de 2020, elle comptait 103 463 habitants. Située dans la région du Midwest, South Bend se trouve à 145 km à l'est de Chicago.

## Géographie
South Bend se situe au cœur du Michiana, une région partagée entre le nord de l'Indiana et le sud-ouest du Michigan. La ville ne se trouve qu'à 8 kilomètres de la frontière avec l'État voisin du Michigan et à une trentaine de kilomètres des côtes du lac Michigan.
La ville a une superficie totale de 108,46 km2, dont 1,08 km2 d'eau.
South Bend est bordée par la rivière Saint-Joseph. La rivière coule depuis l'est puis prend la direction du nord et du lac Michigan au niveau du centre-ville. C'est cette « courbe » (bend en anglais) qui a donné son nom à la ville.

### Climat
South Bend est exposée à un climat continental humide (Dfa selon la classification de Köppen). La proximité avec le lac Michigan influe sur le climat local, provoquant des bourrasques de neige en hiver et modérant les températures sur l'ensemble de l'année. En moyenne, il y a des orages 42 jours par an et il y tombe 208 cm de neige, entre octobre et avril.
| Mois                              | jan. | fév.  | mars | avril | mai  | juin | jui.  | août | sep. | oct.  | nov.  | déc.  |
| --------------------------------- | ---- | ----- | ---- | ----- | ---- | ---- | ----- | ---- | ---- | ----- | ----- | ----- |
| Température minimale moyenne (°C) | −7,8 | −6,1  | −2,2 | 3,9   | 9,4  | 15   | 17,2  | 16,7 | 12,2 | 6,1   | 0,6   | −5,6  |
| Température maximale moyenne (°C) | −0,6 | 1,7   | 8,3  | 15,6  | 21,1 | 26,1 | 28,3  | 27,2 | 23,3 | 16,7  | 8,9   | 1,7   |
| Record de froid (°C)              | −30  | −28,9 | −25  | −11,7 | −4,4 | 1,7  | 5,6   | 4,4  | −1,7 | −11,1 | −21,7 | −27,8 |
| Record de chaleur (°C)            | 20   | 23,3  | 29,4 | 32,8  | 36,1 | 41,1 | 42,8  | 40,6 | 37,2 | 33,3  | 27,8  | 21,1  |
| Précipitations (mm)               | 58,4 | 50,8  | 61   | 81,3  | 96,5 | 96,5 | 101,6 | 96,5 | 88,9 | 83,8  | 83,8  | 66    |

## Population et société

### Démographie
Avec 103 463 habitants en 2020, South Bend est la ville la plus peuplée de la région métropolitaine de South Bend-Mishawaka, qui regroupe les comtés de Saint Joseph et Cass (Michigan) et totalise 319 224 habitants en 2010.
Selon le recensement de 2010, l’âge médian était de 33,3 ans. 29,8 % de la population avait moins de 20 ans et 12,5 % avait plus de 65 ans. Parmi les 39 760 foyers, un tiers comptait au moins un enfant de moins de 18 ans.
| Groupe            | South Bend | Indiana | États-Unis |
| ----------------- | ---------- | ------- | ---------- |
| Blancs            | 60,5       | 84,3    | 72,4       |
| Afro-Américains   | 26,6       | 9,1     | 12,6       |
| Autres            | 6,9        | 2,7     | 6,2        |
| Métis             | 4,3        | 2,0     | 2,9        |
| Asiatiques        | 1,3        | 1,6     | 4,8        |
| Amérindiens       | 0,5        | 0,3     | 0,9        |
| Océaniens         | 0,1        | -       | 0,2        |
| Total             | 100        | 100     | 100        |
|                   |            |         |            |
| Latino-Américains | 13,0       | 6,0     | 16,7       |

Selon l'American Community Survey, pour la période 2011-2015, 85,93 % de la population âgée de plus de 5 ans déclare parler l'anglais à la maison, 10,50 % déclare parler l'espagnol et 3,57 % une autre langue.
Selon l'American Community Survey, pour la période 2011-2015, 28,3 % de la population vit sous le seuil de pauvreté (15,5 % au niveau national). Ce taux masque des inégalités importantes, puisqu'il est de 44,1 % pour les Afro-Américains et de 17,6 % pour les Blancs non hispaniques. De plus, 43,1 % des personnes de moins de 18 ans vivent en dessous du seuil de pauvreté, alors que 25,1 % des 18-64 ans et 10,1 % des plus de 65 ans vivent en dessous de ce taux.

### Religion
La ville est considérée comme « fortement catholique ». Elle dépend du diocèse de Fort Wayne-South Bend.

### Éducation
South Bend et sa région comptent plusieurs établissements d'enseignement supérieur. L'université Notre-Dame, une université catholique réputée, est située au nord de la ville, à proximité du Saint Mary's College et du Holy Cross College. L'université Notre-Dame constitue le principal employeur de la région. La ville accueille également le troisième plus grand campus de l'université de l'Indiana, ainsi que plusieurs établissements techniques ou technologiques.
La South Bend Community School Corporation regroupe les écoles publiques de la ville et gère 18 écoles primaires (primary schools), 10 écoles intermédiaires (intermediate schools), 6 lycées (high schools) et 4 écoles spécialisées (specialized schools). Ces écoles accueillent 19 308 élèves pour l'année 2014-2015. La ville compte par ailleurs plusieurs écoles privées.

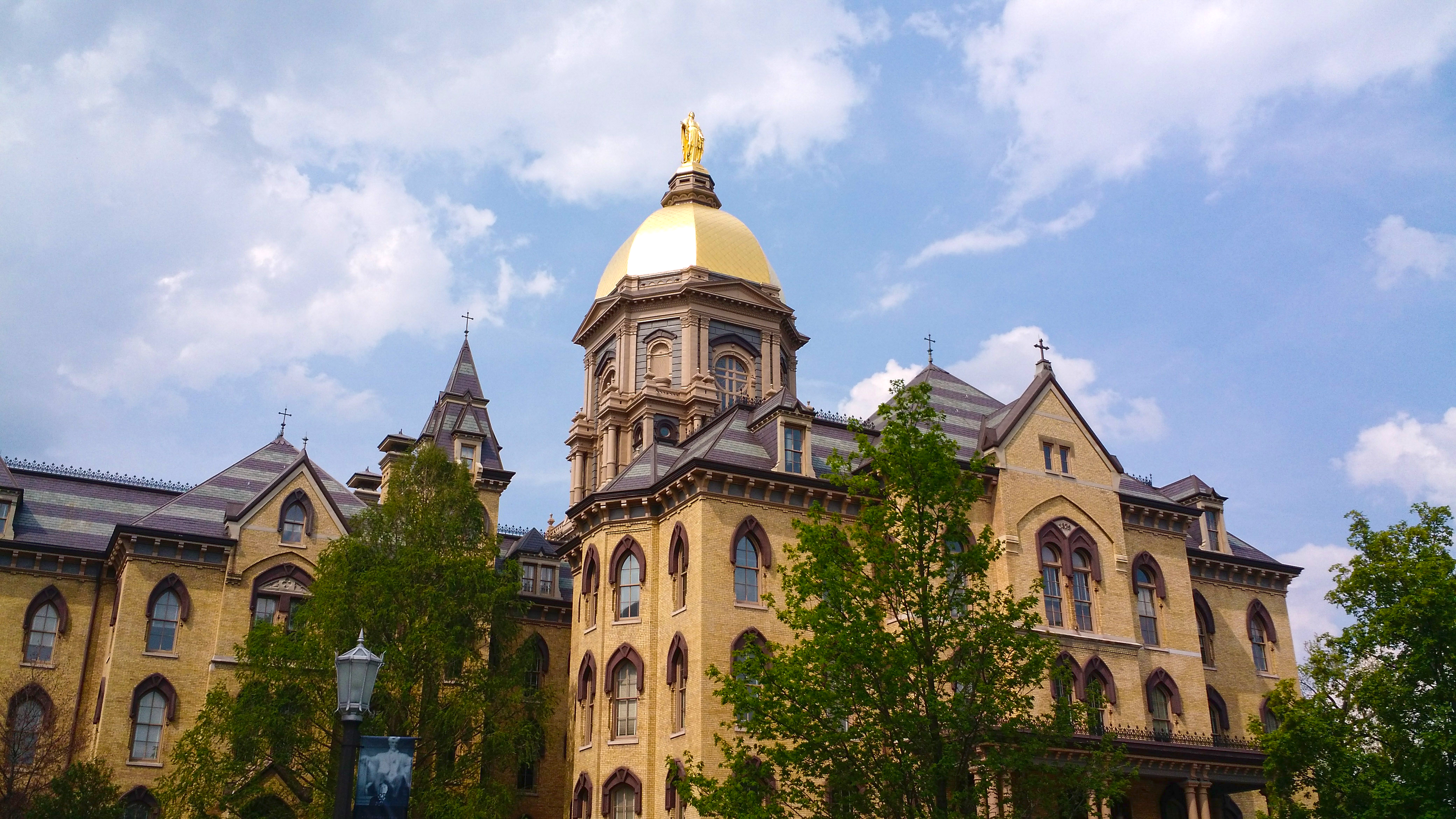
L'Université Notre-Dame.
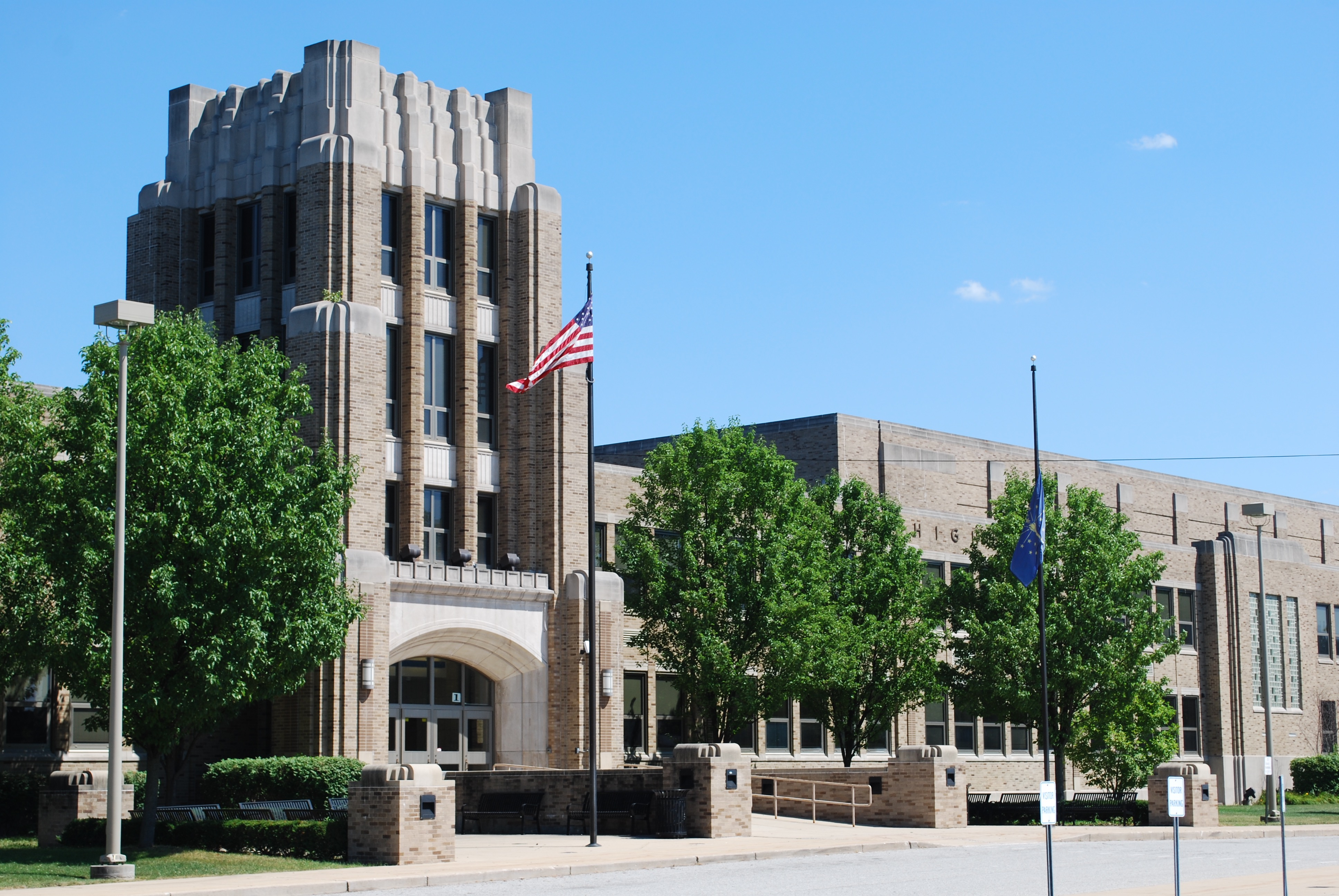
Le lycée John Adams.
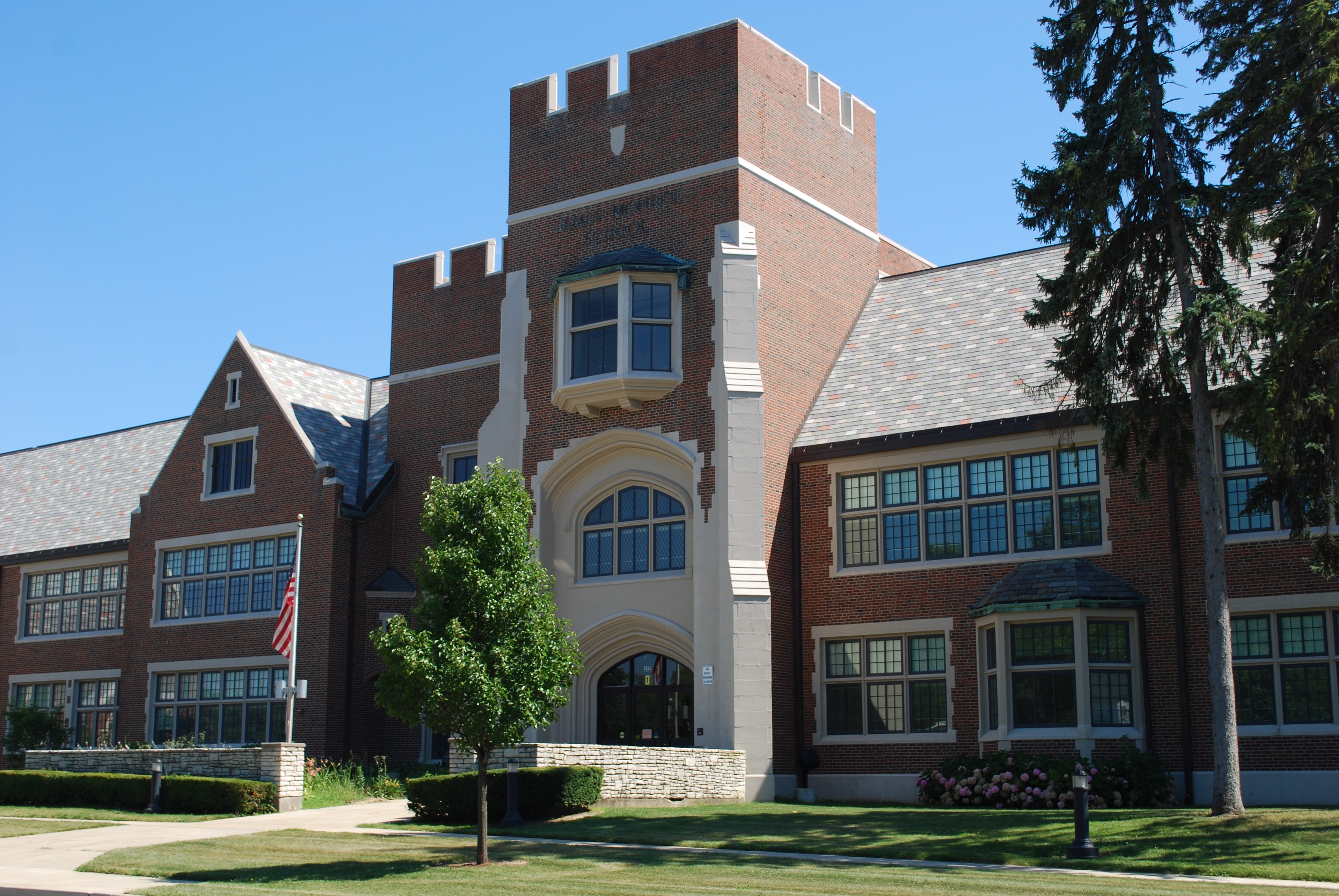
L'école Monroe.

## Économie
Une usine automobile de la General Motors produisant, entre autres des Humvee est implantée dans la ville.
South Bend a également accueilli le siège social du constructeur automobile Studebaker.

## Politique et administration

### Politique

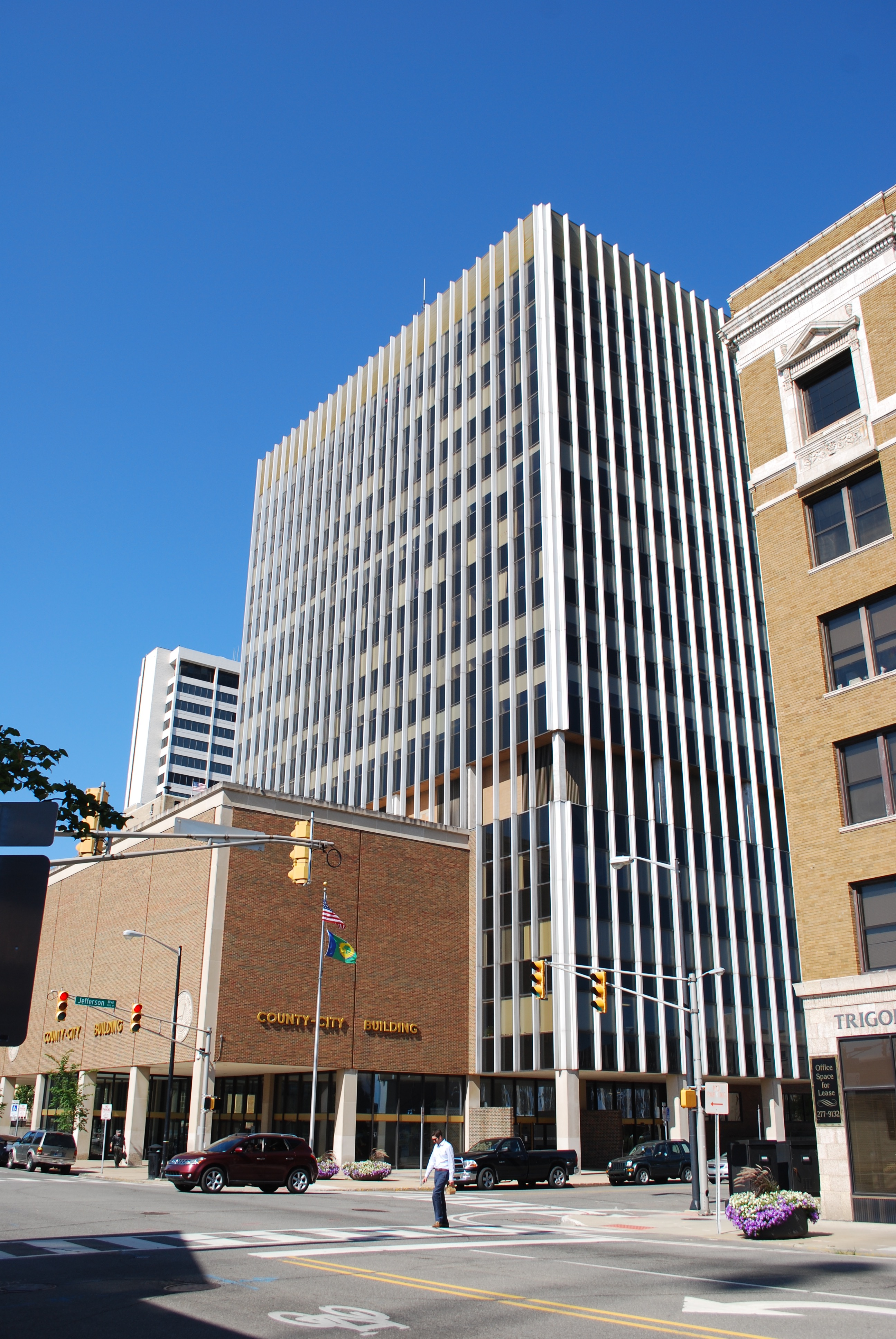
Le city county building.

South Bend est le chef-lieu et la principale ville du comté de Saint Joseph. Historiquement, le comté est considéré comme un bastion ouvrier du Parti démocrate, dans un État républicain.
Depuis 1972, South Bend n'a élu que des maires démocrates.
La ville envoie trois représentants à la Chambre des représentants de l'Indiana (B. Patrick Bauer, David L. Niezgodski et Ryan Dvorak) et un sénateur (John Broden). Tous sont démocrates. Au niveau fédéral, South Bend est comprise dans le 2e district de l'Indiana, dont la représentante est la républicaine Jackie Walorski.

### Administration municipale
La ville est dirigée par un maire, qui est élu tous les quatre ans. L'actuel maire de South Bend est le démocrate Pete Buttigieg. Élu en 2011 avec 74 % des voix à l'âge de 29 ans, il devient le plus jeune maire d'une ville de plus de 100 000 habitants aux États-Unis. Il est réélu en novembre 2014.
Le conseil municipal (city council) est composé de 9 membres, également élus pour quatre ans. Six des conseillers municipaux sont élus par district (chaque district élisant un conseiller), les trois autres sont élus à l'échelle de la ville. Le dernier membre élu du gouvernement municipal est le secrétaire de la ville (city clerk).
La municipalité et le comté partagent le même bâtiment, dans le centre de South Bend : le city county building.

### Jumelages
South Bend est jumelée avec :
- Częstochowa ( Pologne) depuis 1992 ;
- Arzberg ( Allemagne) depuis 2005 ;
- Guanajuato ( Mexique) depuis 2011.

## Culture et patrimoine

### Monuments
- Église Saint-Casimir
- Église Sainte-Edwige

### Médias
Le principal journal local est le South Bend Tribune.